# 德比 (亞洲、非洲及大洋洲)
同城德比，或簡稱為德比，在不少國家的意思，是代表兩隊位於同一城市或鄰近地區的球隊（通常指足球隊）所進行的比賽。但有時歷史上的全國性敵對球隊如荷蘭的對飛燕諾或義大利的國際米蘭對等亦可稱為打吡。

## 澳大利亚
- 墨爾本德比

- 墨爾本勝利 對 墨爾本城 對 西部聯
- 悉尼德比

- 悉尼FC 對 西悉尼流浪者 對 麥克阿瑟
- 國家德比

- 悉尼FC 對 阿德萊德聯隊
- 雙藍會

- 悉尼FC 對 墨爾本勝利
- 新南威爾斯德比

- 悉尼FC 對 西悉尼流浪者 對 麥克阿瑟 對 中部海岸海員隊 對 紐卡素聯隊

## 中國大陆
- 國家代表隊德比- 中國國家隊，中國香港代表隊，中國澳門代表隊，三隊間之任何對賽
- 甲A國家德比：大連萬達vs上海申花
- 國家德比：北京國安vs上海申花
- 上海德比：上海申花vs上海海港vs上海嘉定匯龍
- 京城德比：北京國安vs北京理工
- 島城德比：青島海牛vs青島西海岸vs青島紅獅
- 深圳德比：深圳新鵬城vs深圳青年人vs深圳二零二八
- 大連德比：大連英博vs大連鯤城
- 武漢德比：武漢三鎮vs湖北青年星
- 杭州德比：浙江俱樂部vs杭州臨平吳越
- 長春德比：長春亞泰vs長春喜都
- 廣州德比：廣東廣州豹vs廣東銘途vs廣州蒲公英
- 南通德比：南通支雲vs南通海門珂締緣
- 贛州德比：定南贛聯vs贛州瑞獅
- 南粵德比：廣東廣州豹vs廣東銘途vs廣州蒲公英vs深圳新鵬城vs深圳青年人vs深圳二零二八vs梅州客家vs佛山南獅
- 齊魯德比：山東泰山vs青島海牛vs青島西海岸vs青島紅獅vs泰安天貺
- 江蘇德比：南通支雲vs蘇州東吳vs南京城市vs無錫吳鉤vs南通海門珂締緣
- 浙江德比：浙江俱樂部vs杭州臨平吳越vs溫州職業
- 吉林德比：長春亞泰vs長春喜都vs延邊龍鼎
- 遼寧德比：遼寧鐵人vs大連英博vs大連鯤城
- 雲南德比：雲南玉昆vs昆明城星
- 廣西德比：廣西平果哈嘹vs廣西藍航vs廣西恒宸
- 江西德比：定南贛聯vs贛州瑞獅vs江西廬山
- 黃河德比：石家莊功夫vs河南俱樂部
- 京津德比：北京國安vs天津津門虎
- 巴蜀德比：成都蓉城vs重慶銅梁龍
- 江浙德比：南京城市vs浙江俱樂部
- 雲貴德比：雲南玉昆vs貴州築城競技

## 香港
- 香港打吡

- 南華 對 傑志
- 東南大戰

- 東方龍獅 對 南華
- 雙藍之戰，旺角打比

- 東方龍獅 對 傑志
- 東愉打吡 (左右對決，國共大戰)

- 愉園 對 東方龍獅
- 灣仔打吡

- 南華 對 灣仔 對 港會
- 新界打吡

- 和富大埔 對 元朗FC
- 新界東打吡

- 和富大埔 對 沙田 對 西貢
- 新界南打吡

- 荃灣 對 葵青
- 新界西打吡

- 天行元朗 對 天水圍飛馬 對 屯門體育會
- 新界北打吡

- 北區 對 和富大埔
- 屯門打吡

- 屯門足球會 對 屯門
- 青衣打吡

- 公民 對 日之泉JC晨曦
- 九龍東打吡

- 黃大仙 對 觀塘
- 九龍南打吡

- 油尖旺 對 九龍城
- 九龍西打吡

- 深水埗 對 標準流浪
- 巴士打吡

- 冠忠南區 對 九巴元朗

## 埃及
- 開羅打吡（Cairo Derby）

- 對 扎马雷克

## 伊朗
- 德黑蘭打吡（Tehran Derby）

- 柏斯波利斯 對 艾斯迪格拿
- 伊斯法罕打吡（Esfehan Derby）

- 沙巴罕 對 佐帕罕

## 以色列
- 特拉維夫打吡（Tel Aviv Derby）

- 特拉維夫馬卡比 對 特拉維夫夏普爾
- 海法打吡（Haifa Derby）

- 海法馬卡比 對 海法夏普爾

## 日本
- 國家打吡 - 鹿島鹿角 對 磐田喜悦 對 橫濱水手  對 浦和紅鑽
- 國家打吡 - 大阪飛腳 對 浦和紅鑽
- 千葉打吡 - 千叶市原 對 柏雷素爾
- 群馬打吡 - 群馬草津溫泉 對 群馬堀越
- 陸奧打吡 - 仙台維加泰 對 山形蒙迪奧
- 大阪打吡 - 大阪飛腳 對 大阪櫻花
- 埼玉打吡 - 浦和紅鑽 對 大宮松鼠
- 四國打吡 - 德岛漩涡 對 愛媛FC
- 靜岡打吡 - 磐田喜悦 對 清水心跳
- 東京打吡 - FC東京 對 東京绿茵
- 橫濱打吡 - 橫濱水手 對 橫濱FC
- LoveLive!德比 - 沼津青蓝（Aqours） 对 金泽塞维根（莲之空女学院学园偶像俱乐部）

## 約旦
- 安曼打吡

- 阿尔费萨里（Al-Faisaly） 對 阿尔维达特（El-Wihdat）
- 伊爾比德打吡

- Hussien 對 Ramtha

## 南韓
- 國家德比

- 城南一和 对 水原三星
- 新國家德比

- 全北現代汽車 对 水原三星藍翼
- 現代德比

- 蔚山現代 对 全北現代汽車
- 京畿道地區（包括:京畿道、仁川廣域市、首爾特別市）德比

- 城南一和 对 水原三星对 FC首爾对 仁川联
- 慶尚道地區（包括:慶尚北道、慶尚南道、釜山廣域市、大邱廣域市、蔚山廣域市）德比

- FC大邱 对 蔚山現代 对 釜山I'Park 对 浦項鋼鐵人 对 FC慶南
- 全羅道地區（包括:全羅北道、全羅南道、光州廣域市）德比

- 全北現代 对 全南龍 对 光州尚武

## 沙烏地阿拉伯
- 利雅德打吡（Riyadh Derby）

- 艾納斯 對 希拉爾 对 沙巴布
- 吉達打吡（Jeddah Derby）

- 伊蒂哈德 對 艾阿里
- 国家德比

- 伊蒂哈德 對 希拉爾

## 外部連結
- FootballDerbies.com - 一個德比列表，以及非德比的仇敵比賽。